# Virkishnúkur
Virkishnúkur är en bergstopp i republiken Island. Den ligger i regionen Norðurland vestra, 200 km nordost om huvudstaden Reykjavík. Toppen på Virkishnúkur är 905 meter över havet, eller 69 meter över den omgivande terrängen. Bredden vid basen är 1,0 km.
Trakten runt Virkishnúkur är nära nog obefolkad, med mindre än två invånare per kvadratkilometer. Det finns inga samhällen i närheten. Trakten runt Virkishnúkur består i huvudsak av gräsmarker.